# An Me Dis Na Kleo
«An Me Dis Na Kleo» (en griego: "Αν Με Δεις Να Κλαίω"; en español: "Si me ves llorar") es el sexto sencillo promocional de la cantante griega Helena Paparizou para su sexto álbum en griego. En la canción colabora el joven cantante y compositor Anastasios Rammos. Se publicó por primera vez en el EP lanzado por la cantante el 27 de junio de 2017 aunque fue el 1 de septiembre cuando se lanzó a las estaciones de radio como sencillo oficial.

## Antecedentes
El 6 de abril de 2017, el productor ejecutivo de Helena Paparizou, Yannis Doxas, publicaba en una de sus redes sociales parte de la letra de la canción donde ya anunciaba que la letra y la música estaba compuesta por el joven cantante griego Anastasios Rammos. El 4 de mayo, Doxas, volvía a publicar en su cuenta de Instagram una foto en la que aparecía Paparizou junto a Rammos en el estudio en pleno proceso de grabación de la canción.

## Promoción
La canción fue publicada el 27 de junio dentro del EP Summer Extended 2017 en el que además se incluían tres nuevas canciones. Fue publicada un día antes de la celebración de los MAD VMA 17, gala en que Helena Paparizou estrenaba la canción junto a Anastasios Rammos. La canción tuvo muy buena acogida desde el primer momento de su publicación. A mediados de agosto, Helena Paparizou, en una entrevista a una radio de las islas griegas anunciaba que An Me Dis Na Kleo sería el próximo sencillo promocional de su nuevo trabajo de estudio y que se lanzaría como tal en septiembre. El 1 de septiembre la canción fue enviada a todas las radios del país heleno. El 8 de ese mismo mes Helena Paparizou y Anastasios Rammos cantaron la canción en directo en el festival Positive Energy Day.

### Videoclip
El videoclip se grabó durante los días 11 y 12 de septiembre y fue dirigido por el productor y director de televisión Dimitris Tsingos. De las imágenes que se publicaron de la grabación se pudo ver a Helena y Anastasios en un estudio cerrado, imágenes que junto a una nota de prensa emitida por la discográfica MINOS EMI comenzó a publicarse en gran parte de medios informativos y musicales de Grecia. El videoclip fue publicado en la cuenta de VEVO de Helena Paparizou el día 9 de octubre.

## Posicionamiento
| Listas                         | Posición más alta |
| ------------------------------ | ----------------- |
| Airplay Grecia                 | 1                 |
| Grecia iTunes Chart            | 1                 |
| Chipre iTunes Chart            | 1                 |
| Catar iTunes Chart             | 8                 |
| Top Spotify Daily Viral Greece | 13                |